# Заользье
Зао́льзье (пол. Zaolzie, чеш. Zaolží, Zaolší, нем. Olsa-Gebiet, «За рекой Олше») — западная часть Тешинской Силезии. В первой половине XX века был спорным регионом между Чехословакией и Польшей, в настоящее время — в составе Чехии (район Карвина и восточная часть района Фридек-Мистек).

## История региона
В древние времена регион был частью Великой Моравии. С 950 по 1060 год он входил в состав Чешского княжества, а после 1060 года стал частью Польши. С 1327 года всё Тешинское герцогство стало леном Богемской короны, и после смерти в 1653 году Эльжбеты Лукреции — его последнего правителя из польской династии Пястов — перешло под прямое управление Богемских королей из династии Габсбургов. Когда в 1742 году Силезия была захвачена прусским королём Фридрихом II, то район Тешина оказался в южной части региона Австрийская Силезия, оставшегося под властью Габсбургов.
В Тешинской области всегда говорили на смешанном чешско-польском диалекте, который чешские лингвисты считали чешским диалектом, а польские — польским. До середины XIX века местные жители свою национальность определяли просто как «местные». В XIX веке «местные» стали делиться на поляков, чехов и силезцев. Никто из них не составлял в крае большинство, но в конце XIX века многочисленные польские эмигранты, которые приезжали в поисках работы из Малой Польши и Галиции, переломили ситуацию и в восточной части Тешинской области поляки стали преобладать. В городах значительный процент населения составляли немцы и евреи.

## 1918—1920
После распада Австро-Венгрии 5 ноября 1918 года польское правительство Тешинского княжества — Национальный совет Тешинского княжества (Rada Narodowa Księstwa Cieszyńskiego) — подписало договор с чешским местным правительством (Národní výbor pro Slezsko) о разделе Тешинской Силезии. 23 января 1919 года Чехословакия, однако, ввела войска в Тешинскую область и заняла её; 3 февраля состоялось прекращение огня.
Планировалось провести на спорной территории плебисцит в 1920 году, однако ситуация была столь напряжённой, что от этой идеи отказались. 10 июля Польша и Чехословакия обратились за международным арбитражем, и по решению конференции в Спа 28 июля регион был разделён: Чехословакия получила 58,1 % территории, на которой проживало 67,9 % населения. Так как мнение местного населения не учитывалось, то этот результат не удовлетворил ни одну из сторон. Так как граница была проведена по реке Олше (пол. Olza), то западная часть Тешинской Силезии с преобладающим польским населением стала известна в Польше как «Заользье».

## В составе Чехословакии (1920—1938)
Местное польское население посчитало, что Варшава предала их. 12-14 тысяч поляков выехало в Польшу, оставшиеся (точная численность неизвестна, разные источники дают на 1921 год оценки в 110—140 тысяч человек, в зависимости от того, считаются ли силезцы поляками или нет) начали подвергаться процессу «чехизации»: хотя формально в Чехословакии декларировались равные права для представителей национальных меньшинств, но в реальности всё было не так. Постепенно национализм спал, и польское меньшинство начало ассимилироваться чехами.

## В составе Польши (1938—1939)

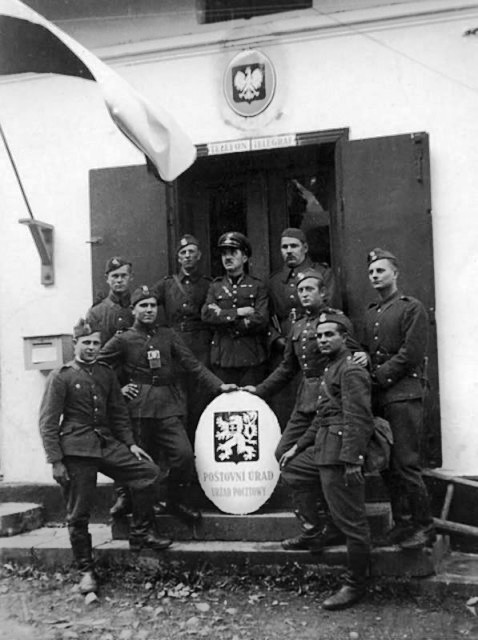
Польские солдаты в Тешинской Силезии, 1938 год

21 сентября 1938 года, в самый разгар Судетского кризиса, польские власти предъявили Чехословакии ультиматум, требуя передачи Заользья. Спешка Варшавы объяснялась стремлением не оказаться в стороне от возможного сближения Великобритании, Франции, Германии и Италии, а также нежеланием просить Тешин у Германии. Чтобы не раздражать Запад, в польских требованиях не было указано никакого срока. Кроме того, польские дипломаты в Париже и Лондоне настаивали на равном подходе к решению судетской и тешинской проблем.
Получив польский ультиматум, Прага попыталась оказать давление на Варшаву с помощью Москвы, которую попросила о поддержке. Вместе с тем уже вечером 22 сентября Чехословакия уведомила Польшу о согласии передать ей Тешин. Около 4 часов утра 23 сентября советская сторона обратила внимание польского представителя в Москве на то, что в случае вторжения польских войск в Чехословакию СССР денонсирует пакт о ненападении от 1932 года, однако Варшава ответила, что «меры, принимаемые в связи с обороной польского государства, зависят исключительно от правительства Польской республики, которое ни перед кем не обязано давать объяснения».
28 сентября сравнение польских и германских претензий показало, что обе стороны претендуют на город Богумин, который был важным железнодорожным узлом. Германия заявила о согласии уступить город полякам, но окончательное решение должна была принять конференция в Мюнхене. Мюнхенская конференция признала право Польши и Венгрии на территориальное урегулирование с Чехословакией, и 30 сентября Варшава направила в Прагу ультиматум с требованием принять польские условия до 12:00 1 октября и выполнить их в течение 10 дней. 1 октября чехословацкие войска начали отводиться от границы, и Заользье было передано Польше.
На новоприобретённой территории Польша начала проводить политику «полонизации», притесняя чешское и немецкое национальные меньшинства; порядка 35 тысяч чехов выехало в Чехословакию. Местные поляки также остались не вполне удовлетворёнными воссоединением с исторической родиной, так как всё равно остались гражданами второго сорта — лучшие места теперь занимали не чехи, а лица, назначаемые из Варшавы.

## Вторая мировая война
1 сентября со вторжения Германии в Польшу началась Вторая мировая война. Заользье сначала стало частью Верхнесилезского военного района, а 26 октября 1939 года было аннексировано Германией и вошло в состав Тешенского округа. В регионе началась «германизация».

## После 1945
Сразу по окончании Второй мировой войны Заользье вернулось в состав Чехословакии в границах 1920 года (несмотря на желание части местного польского населения остаться в составе Польши). Наряду с депортацией немецкого населения начались притеснения и местных поляков, которых чехи считали ответственными за притеснения, имевшие место в 1938—1939 годах. Ситуация улучшилась с приходом к власти в Чехословакии в 1948 году коммунистов. 13 июня 1958 года в Варшаве был подписан договор между Польшей и Чехословакией о признании границы, существовавшей на 1 января 1938 года.
После произошедшего в 1993 году распада Чехословакии Заользье оказалось в составе независимой Чехии.